# Anna Ticho
Anna Ticho (hebrejsky אנה טיכו‎; 27. října 1894 Brno – 1. března 1980 Jeruzalém) byla izraelská umělkyně, známá svými kresbami Jeruzaléma a jeho okolí.

## Život
Narodila se do židovské rodiny v Brně, kde prožila své rané dětství. Posléze se s rodinou přestěhovala do Vídně, kde v patnácti letech začala studovat malířství u Williho Nowaka na Akademii výtvarných umění. V roce 1912 přesídlila spolu se svým bratrancem, uznávaným očním lékařem Avrahamem Albertem Ticho (1883–1960), do osmanské Palestiny a později téhož roku se za něj provdala. Společně se usadili v Jeruzalémě, kde její manžel v zastoupení frankfurtské židovské organizace zřídil oční kliniku. V letech 1917 až 1919 žila spolu s manželem krátce v Damašku.
Svá díla představila poprvé roku 1922 v Davidově věži, která je součástí jeruzalémských hradeb, v rámci výstavy místních umělců (v pozdějších letech měla samostatné výstavy jak v Izraeli, tak v zahraničí). V roce 1924 zakoupili v Jeruzalémě velký dům obklopený zahradami, postavený roku 1880 pro prominentní arabskou rodinu Našašíbů, kde následně žili a pracovali. V přízemí zřídil dr. Ticho soukromou kliniku, kde léčil židy, křesťany i muslimy (mimo jiné i emíra Abdalláha, pozdějšího jordánského krále), chudé i bohaté, a kde mu manželka pomáhala jako asistentka. Ve volném čase Anna Ticho občas vyrážela do blízké přírody, aby se věnovala své lásce v podobě malování a kreslení. Jejich dům se stal centrem kulturního a společenského života, hostili řadu místních a britských vládních představitelů, jakož i mnoho umělců, spisovatelů, akademiků a intelektuálů.
V roce 1960 její manžel zemřel a klinika byla uzavřena. Začala se více věnovat umělecké tvorbě a vyrážela do přírody v okolí Jeruzaléma. Malovala tužkou, perem, pastelovými barvami a „ve svých figurálních malbách zachycovala okolní domy, zdi Starého Města, vesnice v jeruzalémských horách, lidi, stromy a květenu“. Ke sklonku života odkázala dům, svoji uměleckou sbírku, včetně řady svých kreseb, a manželovu rozsáhlou sbírku židovských předmětů, městu Jeruzalém.
Zemřela v nemocnici Bikur cholim Jeruzalémě ve věku osmdesáti pěti let na infarkt myokardu. Dům Ticho (Bejt Ticho) funguje jako pobočka Izraelského muzea a jeho součástí je oblíbená restaurace a kavárna.

## Ocenění

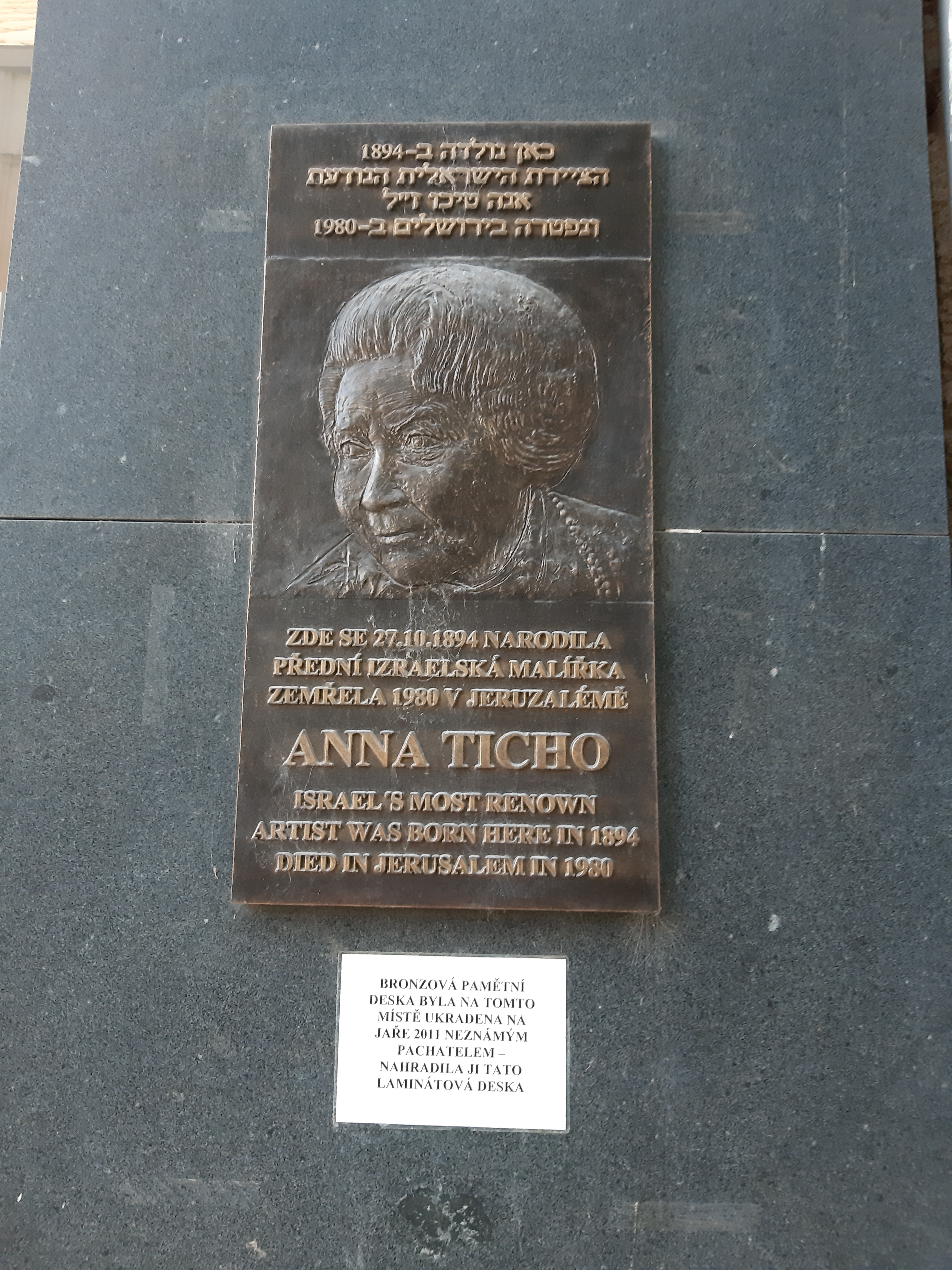
Plaketa v centru Brna

- V roce 1970 byla Anně Ticho udělena cena Jakir Jerušalajim (významný občan Jeruzaléma)[7]
- Roku 1980 byla oceněna Izraelskou cenou za přínos v oblasti malířství, která patří mezi nejvyšší izraelská vyznamenání[8]
- V roce 2005 byla v internetové soutěži 200 největších Izraelců deníku Ynet zvolena 190. největším Izraelcem všech dob.[9]
- Sandbergova cena